# Sphaeralcea hastulata
Sphaeralcea hastulata är en malvaväxtart som beskrevs av Asa Gray. Sphaeralcea hastulata ingår i släktet klotmalvor, och familjen malvaväxter. Inga underarter finns listade i Catalogue of Life.